# إل. جي. بوروز
إل. جي. باروز (بالإنجليزية: L. J. Burrows)‏ هي شخصية وهمية في مسلسل بريزون بريك أدى دورها مارشال ألمان. يلعب نيولاس ليكورسيكو دور إل جي الصغير.
ظهر إل جي بوروز في 18 حلقة، وواحدة منها وهو بعمر 5 سنوات.